# Bermuda Tentacles
Bermuda Tentacles è un film del 2014 diretto da Nick Lyon.
Film statunitense, prodotto dalla Asylum, sceneggiato da Geoff Meed, con protagonisti Trevor Donovan e Linda Hamilton.

## Trama
Durante una terribile tempesta, l'Air Force One, con a bordo il presidente degli Stati Uniti ed il suo staff, viene colpito da un fulmine. Prima di precipitare, il presidente è fatto salire su una capsula di salvataggio che viene sganciata dall'aereo prima che esso esploda. La capsula si inabissa e scende alla profondità di 7.000 metri. Il tempo stringe e per recuperare la capsula la Marina degli Stati Uniti invia la sua migliore squadra di soccorso. Le operazioni per riportare in superficie la capsula con il prezioso contenuto però risvegliano una mostruosa minaccia per l'intera costa orientale degli Stati Uniti e, forse, per il mondo intero.

## Produzione
Il film è stato girato in California, nello studio 53 di Burbank.

## Accoglienza
Il film è stato accolto negativamente sia dal pubblico che dalla critica: esso, infatti ha ricevuto un punteggio di 4,2/10 su IMDb e del 14% da parte del pubblico su Rotten Tomatoes.